# Europsko prvenstvo u rukometu za žene – Rumunjska 2000.
Europsko prvenstvo u rukometu za žene 2000. se održalo od 8. do 17. prosinca 2000. u Rumunjskoj, u gradovima Râmnicu Vâlcea i Bukureštu.

## Konačni poredak
1. Mađarska
2. Ukrajina
3. Rusija
4. Rumunjska
5. Francuska
6. Norveška
7. Jugoslavija
8. Makedonija
9. Njemačka
10. Danska
11. Bjelorusija
12. Austrija